# マダガスカル・クーデター

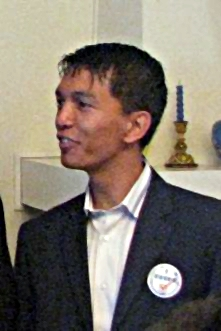
アンドリー・ラジョエリナ

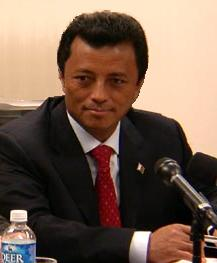
マルク・ラヴァルマナナ

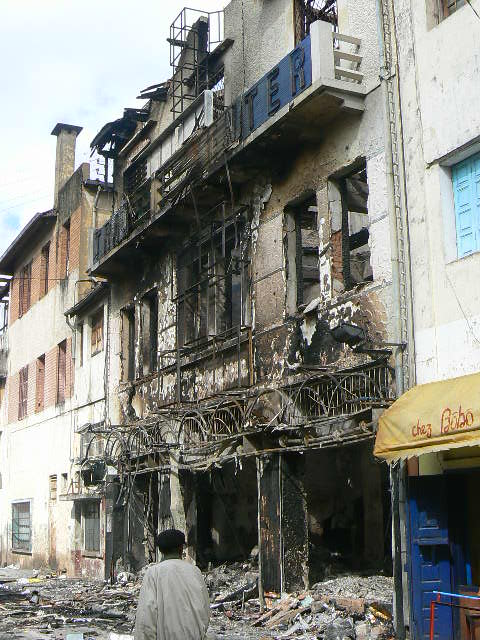
2月27日撮影　破壊された建物

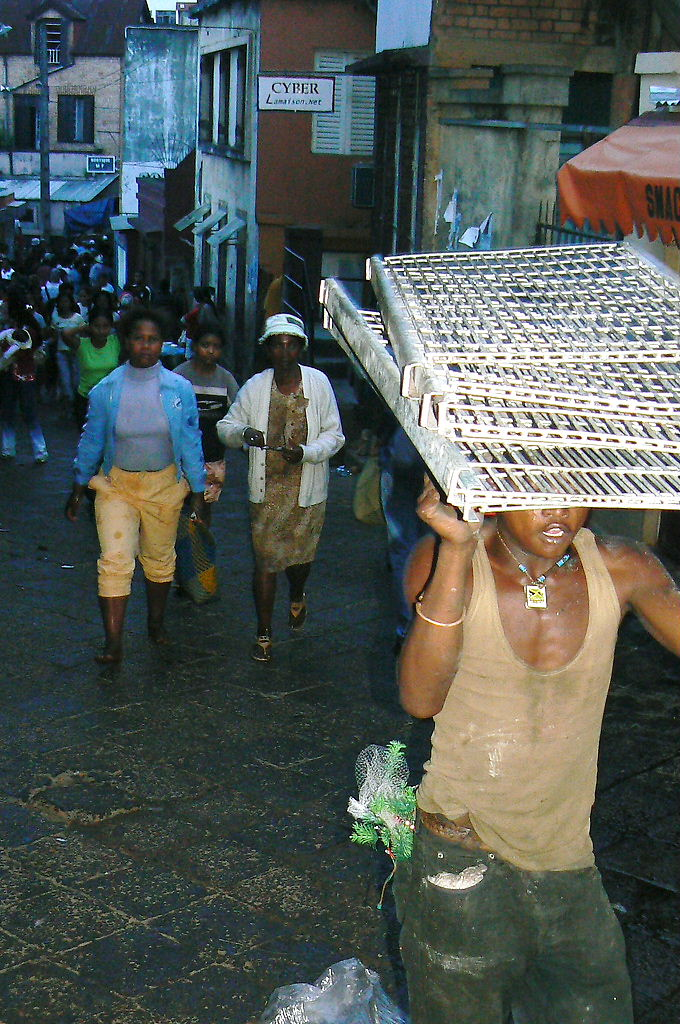
1月26日撮影 逃げ惑う人々

マダガスカル・クーデターは、マダガスカルで勃発した2009年1月から3月にかけての政治危機である。「クーデター」と言う名称については、各国の対応が異なり、一般にクーデターと断定されているわけではない。

## 背景
2001年に実施された大統領選挙において、再選を目指すディディエ・ラツィラカと野党TIM党首のマーク・ラヴァルマナナによる事実上の一騎討ちとなった。憲法高等裁判所はラヴァルマナナが最多得票者であるが、過半数を達しなかったので決選投票の実施を発表した。しかしラヴァルマナナら野党勢力は独自集計で過半数の得票を獲得したとして「勝利」を宣言した。ラヴァルマナナへの支持は全国に拡大し翌2002年、ラツィラカはフランスへ出国しラヴァルマナナは大統領に就任した。後にラツィラカは任期中の不正を告発され、最高裁判所から訴追を受けた。
2007年に実施された首都・アンタナナリヴ市長選に当選したアンドリー・ラジョエリナはラヴァルマナナ率いる政府批判を繰り返し、政府との関係は悪化した。
2008年11月、政府は韓国の大宇グループにマダガスカルの全農地の過半となる130万haを99年間無償で貸与する協定（2009年6月に暫定政府が破棄）を締結。ラジョエリナは自身が運営するテレビ局にフランスに滞在するラツィラカを出演させ、政府批判のインタビューを放映した。12月13日、政府はラジョエリナのテレビ局に対して、国外追放したラツィラカを出演させたことを理由に閉鎖命令を出した。

## 概要

### デモ
2009年1月24日、ラヴァルマナナが南アフリカ共和国に首脳会談の為渡航した。翌25日、ラジョエリナは政府によるテレビ局閉鎖を批判し、抗議デモを呼びかけた。デモ参加者の一部が暴徒化し、公共放送など政府施設や商業施設を襲撃、治安部隊が出動し暴徒を鎮圧、44人の死者が出た。アフリカ連合はラジョエリナの抗議デモを非合法的手段として非難声明を公表した。
2月2日、ラヴァルマナナはラジョエリナを国家反逆罪として最高裁判所に告発、最高裁はラジョエリナのアンタナナリヴ市長職を免職した。

### 反対集会
2月7日、ラジョエリナ率いる野党勢力はアンタナナリヴで反対集会を開き、首相にモンジャ・ロインデフォを指名した。デモ隊は暫定政権の施設として使用するため大統領府の占拠に向かうが、治安部隊が発砲し28人が死亡・212人が負傷した。
初の女性国防大臣のセシル・マヌルハンタが、この発砲事件に抗議し辞任。
2月21日、ラヴァルマナナはラジョエリナと会談、和解する事で合意した。しかしラジョエリナ側が和解を拒否し、抗議デモを再開した。フィアナランツァ州で2月26日・27日に行ったデモでは、政府軍との衝突で2人が死亡した。

### 大統領辞任
3月14日にラジョエリナは集会を開き、ラヴァルマナナ大統領の辞任を要求した。3月15日、ラヴァルマナナは事態の収拾を計るため、大統領職を国民投票で決定すると発表したが野党勢力は即時辞任を要求して無視した。翌16日、軍部にもラヴァルマナナ不支持が拡大し、陸軍部隊が大統領府を占拠した。
この事態を受けてラヴァルマナナは大統領辞任を表明、全権を軍に委任した。軍部は全権をすぐに、ラジョエリナに移譲。ラジョエリナが暫定大統領に就任、首相にモンジャ・ロインデフォが就任した。
現行憲法に規定された大統領の被選挙権は40歳以上であり、ラジョエリナは34歳で年齢規定に達していなかったが3月18日、憲法高等裁判所はラジョエリナの大統領就任を容認した。3月21日大統領就任式を強行し、「世界と友好を築き、自由な未来を求める」と演説を行った。また、2年以内に大統領選挙と議会の解散、総選挙を行うとしている。

### ラヴァルマナナの亡命
アンドリー・ラジョエリナが大統領に就任後、イアヴルハの大統領執務室に居たマーク・ラヴァルマナナ前大統領は、マダガスカルから南下したスワジランド王国に身元を寄せている事が2008年3月25日に判明した。ラヴァルマナナ前大統領は、ラジョエリナから逮捕命令が発令された結果、国外逃亡を強いられ、3月23日にマダガスカルから亡命し、スワジランド国王であるムスワティ3世と今後のマダガスカルへの対応を協議したと報道される。また、3月23日に行われたラジョエリナ抗議運動の際、抗議を行った民衆へ直接電話を掛けるなど大統領の座を取り戻そうとする動きを展開している。

### ラジョエリナへの抗議
アンドリー・ラジョエリナが大統領へ就任した直後の3月23日・26日に首都アンタナナリボで、マーク・ラヴァルマナナ支持者達で抗議デモが行われた。この抗議デモで、3000人がアンタナナリボ周辺を大行進した。今回の政治危機で野党となったTIMのラハリナイブ報道官は、「軍によって生まれた政権は受け入れられず、和解による合意を求める」と言及に及んでいる。

### その後
暫定政府は国際社会から承認を得られず、外交的に孤立した。2010年8月、前年2月の反対集会に対する発砲事件に関与したとして、前大統領マーク・ラヴァルマナナに殺人共謀罪で本人不在のまま終身強制労働刑が言い渡された。ラヴァルマナナは2011年2月に南アフリカからマダガスカルへ帰国しようとしたが、マダガスカル政府当局の妨害から飛行機に搭乗できず断念している。
一方、アンドリー・ラジョエリナを次回の大統領選挙まで暫定大統領とするための憲法改正を問う国民投票が2010年11月に行われ、賛成多数で承認されたが、野党によるボイコットなどで、投票率は約53%と低調であった。またこの際、軍の一部が反乱を起こし鎮圧されるなど、不安定な政情が続いた。
こうしたなか、選挙による政治的危機の終結に向けたロードマップが2011年9月、関係者の合意を得た。選挙日程は2013年はじめに発表されたが、大統領選挙の一部の立候補者の違法性をめぐって事態は紛糾し、選挙は延期された。これにはアフリカ連合 (AU) や南部アフリカ開発共同体 (SADC) などの国際機構が仲介にあたった。8月に入ると事態は進展をみせ、最終選挙日程が確定した。2013年10月25日に実施された大統領選の第一回投票では、ラヴァルマナナ政権で保健相を務めたジャン・ルイ・ロビンソン候補と、ラジョエリナ政権で財政・予算相を務めたヘリー・ラジャオナリマンピアニナ候補が上位二名による決選投票に進んだ。決選投票は12月20日に行われ、この結果、ラジャオナリマンピアニナが53.49%の僅差でロビンソンを下し、大統領に当選、2014年1月25日に就任した。

## 各国・各機関の反応
- 日本

日本政府外務省は、3月19日に「一般市民を巻き添えにし、不法に政権交代が行われた事に強い懸念を抱き、民主主義的方法で武力手段に到らず問題を解決し、一般市民の安全を祈る」と発表した。また、同日にはマダガスカル島全域にラジョエリナ政権の安定情勢が取れるまで「渡航の是非を勧める」と渡航危険情報を発令した。
- ナイジェリア

野党指導者アンドリー・ラジョエリナの政権は受け入れられないと非難している。
- フランス

ニコラ・サルコジフランス大統領は、「混乱を終わらせるのは早期の選挙だ」と述べ、大統領選挙を出来るだけ早く行う様、要求している。
- ロシア

アフリカ大陸での政治的な問題解決を期待し、武力の行使を断念して支援を実行すると肯定している。
- アメリカ

アメリカ合衆国国務省ウッド副報道官は、2009年2月20日にラジョエリナ政権発足を受け、暴力的解決を懸念し、マダガスカルへの金銭援助を取り止めると声明を発表している。また、駐マダガスカル大使はアンドリー・ラジョエリナの大統領就任式に出席を拒否した。
- カナダ

事態の沈黙を期待すると声明を発表した。
- ノルウェー

アメリカと同様に、即座に金銭援助を取り止めると発表した。
- 南部アフリカ開発共同体

アンドリー・ラジョエリナの大統領就任は憲法上問題ないが、決して民主主義的方法ではないと懸念している。
- アフリカ連合

クーデターであるとしてマダガスカルの加盟資格停止を決定。また、半年以内に選挙を実施しなければ、制裁を科すことも検討するとしている。3月23日にはウエドラオゴ事務総長がハシニ外務大臣の元を訪れ、「今回の事件の和解を進め、総選挙を迅速に行ってほしい」と述べた。
- 国際連合

国際連合事務総長潘基文は、アメリカニューヨークで開かれた2009年3月12日の会見で、「マダガスカル情勢を懸念し、問題解決のため双方の対話を期待する」と言及した。